# Prefekt Judei
Prefekt Judei, (łac. praefectus Judeae) — tytuł przysługujący rzymskiemu namiestnikowi Judei w latach 6-41.

## Geneza urzędu
W 6 roku Herod Archelaos stracił godność etnarchy Judei, a cesarz rzymski Oktawian August zamiast powołać jego następcę zdecydował się zamienić jego etnarchię w rzymską prowincję. Jej pierwszym namiestnikiem (prefektem) został Koponiusz. 
W 41 roku cesarz Klaudiusz odwołał ze stanowiska prefekta Marullusa i ustanowił królem Judei Heroda Agryppę I. Po śmierci tego ostatniego w 44 roku Judea powróciła bezpośrednio pod panowanie rzymskie, lecz nowy namiestnik - Kuspiusz Fadus - otrzymał tytuł prokuratora (a nie prefekta) Judei.
Kompetencje:
- Dowodził rzymskimi siłami zbrojnymi na terenie Judei - pięcioma kohortami piechoty i jednym oddziałem jazdy.
- Luźno podporządkowany legatowi Syrii.
- Wyłącznie upoważniony do karania śmiercią (Józef Flawiusz Wojna żydowska 2,8,1).

## Lista prefektów Judei
- Koponiusz (6-9)
- Marek Ambiwulus (9-12)
- Anniusz Rufus (12-15)
- Waleriusz Gratus (15-26)
- Poncjusz Piłat (26-36)
- Marcellus (36-37)
- Marullus (37-41)